# Соболезнования
Соболезнования (кондоленции) (от лат. con (с) + dolere (горе)) являются выражением сочувствия человеку, который испытывает боль, возникающую из-за смерти, глубокой душевной муки или несчастья. Слово происходит от латинского глагола condolere, который имеет значение сострадание. Во многих языках использование слова «соболезнования» во множественном числе встречается чаще, чем в единственном («соболезнование»). Причина этой традиции неясна, но тут прослеживается параллель с обычаем посылать кому-то «наилучшие пожелания», «поздравления» (всё во множественном числе) и т. д.
Когда люди выражают соболезнования по поводу определённой ситуации или конкретному человеку, они предлагают активную, сознательную поддержку этого человека. Выражение «мои соболезнования» встречается в контексте, например смерти близкого человека друга, в котором соболезнование сочувствие к пострадавшей стороне. В то же время, выражения соболезнования могут быть саркастическими, когда говорящий полагает, что жалующийся преувеличивает свои страдания, особенно когда он, по-видимому, считает трагическим нечто относительно незначительное.
Есть различные способы выразить соболезнования пострадавшим. Например, через пожертвование денег благотворительной организации, учреждённой умершим человеком, через запись в книге соболезнований или отправку письма с соболезнованиями (к которому можно приложить некоторую денежную сумму, например, на погребение и уход за могилой) или через поддержку друзей и семьи близкого человека путем приготовления пищи и помощи различными способами в трудную минуту. Кроме того, в традициях интернет-культуры оставлять соболезнования на виртуальных кладбищах.
В общественной и политической жизни публичные соболезнования нередко приносят чиновники и иные высокопоставленные лица, родственникам погибших или пострадавшим в чрезвычайных ситуациях, а также в других случаях, к примеру, в связи со смертью известных и выдающихся деятелей.